# Шуматова, Елизавета Николаевна
Елизаве́та Никола́евна Шума́това (англ. Yelizaveta Nikolayevna Shumatova, в девичестве Авинова англ. Avinoff; 6 октября 1888, Харьков — 30 ноября 1980, Глен-Ков, Нью-Йорк) — американская художница русского происхождения, её самой известной работой был незавершённый портрет Франклина Д. Рузвельта. Писала портреты политика Линдона Б. Джонсона и леди Бёрд Джонсон.

## Биография
Родилась 3(6) октября 1888 года в Харькове, была младшим ребёнком в аристократической семье. Отец — Николай Александрович Авинов (1844—1911), генерал-лейтенант Русской императорской армии.
Старший брат Николай (1881—1937), преподаватель финансового права, репрессирован и расстрелян в 1937 году. Был женат на Марье Юрьевне Новосильцевой (1882—1975). Другой старший брат Андрей Николаевич Авинов (1884—1949), выдающийся энтомолог и художник. В 1917 году эмигрировала в США вместе с мужем Лео Шуматовым (членом Российской закупочной комиссии), после революции решила не возвращается на родину. Она с мужем поселились на Лонг-Айленде. В 1928 году её муж Лео Шуматов умер, утонув на пляже.

## Творчество
Необычные способности Шуматовой к портретной живописи привели к тому что, её картины начали покупать некоторые богатые семьи Америки, Великобритании и Европы. У неё заказывали картины представители различных видных семей, в том числе семья Великого герцога Люксембургского. Она писала портрет Президента США Франклин Рузвельт в Уорм-Спрингс, штат Джорджия, в этот день 12 апреля 1945 года у него произошло внутримозговое кровоизлияние. Во время работы, он сказал ей: «У меня ужасно болит голова»; «англ. I have a terrific headache».

## Наследие
Последние годы жила в Локаст-Вэлли в штате Нью-Йорк, умерла 30 ноября 1980 года в Глен-Ков США, в возрасте 92 лет. В её поместье были найдены эскизы к Незавершенному портрету Франклина Д. Рузвельта, которые были помещены в Американский центр наследия Франклина Д. Рузвельта. Некоторые из работ Шуматовой, относящихся к позднему периоду её жизни, сейчас хранятся в Архиве американского искусства.

## Галерея

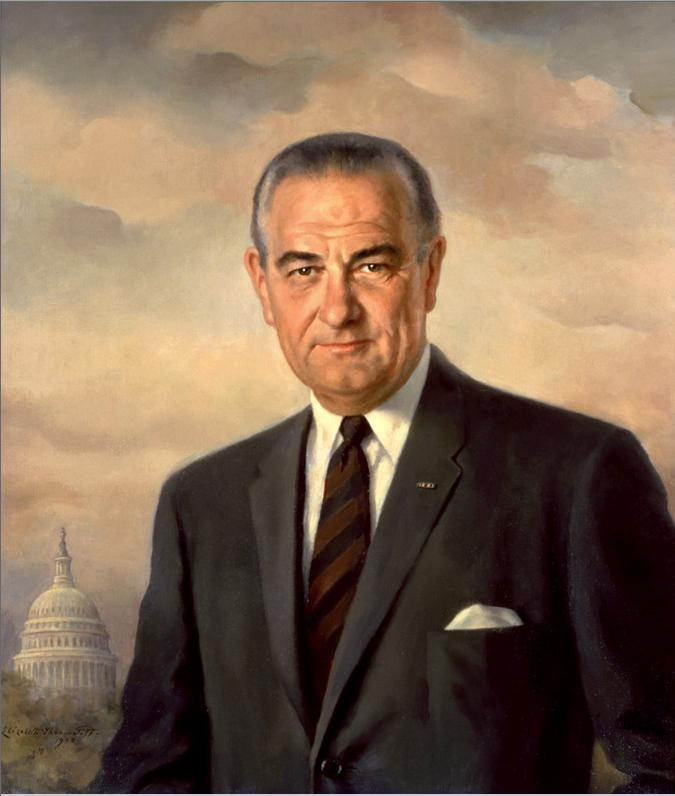
Портрет Линдона Б. Джонсона 1968